# Francesca Segat
Francesca Segat (ur. 21 stycznia 1983) – włoska pływaczka specjalizująca się w stylu zmiennym i motylkowym, wicemistrzyni świata (basen 25 m), wicemistrzyni Europy, mistrzyni Europy (basen 25 m).
Jej największym dotychczasowym sukcesem jest srebrny medal mistrzostw świata na krótkim basenie w Szanghaju w 2006 roku na dystansie 200 m stylem motylkowym. Jest również srebrną medalistką mistrzostw Europy z Budapesztu (2006) na tym dystansie i złotą dwa lata później w mistrzostwach Starego Kontynentu na krótkim basenie w Rijece, ale na dystansie 200 m stylem zmiennym.